# San Isidro (Northern Samar)
San Isidro è una municipalità di quarta classe delle Filippine, situata nella Provincia di Northern Samar, nella regione di Visayas Orientale.
San Isidro è formata da 14 baranggay:
- Alegria
- Balite
- Buenavista
- Caglanipao
- Happy Valley
- Mabuhay
- Palanit
- Poblacion Norte
- Poblacion Sur
- Salvacion
- San Juan
- San Roque
- Seven Hills
- Veriato